# Salon Etang Côte Bleue
Salon Étang Côte Bleue est le réseau de La Métropole Mobilité qui dessert dix-sept communes du Pays Salonnais, huit communes de l'Est de l'étang de Berre (Berre-l'Étang, Gignac-la-Nerthe, Les Pennes-Mirabeau, Marignane, Rognac, Saint-Victoret, Velaux et Vitrolles) et trois communes de la Côte bleue (Sausset-les-Pins, Carry-le-Rouet et Châteauneuf-les-Martigues) mais aussi des communes avoisinantes (Lambesc, Coudoux, Marseille, La Roque-d'Anthéron).

## Histoire

### Bus de l'étang
Les Bus de l'Étang sont à l'origine gérés par le SMITEEB, le Syndicat mixte des transports de l'Est de l'étang de Berre auquel participe l'Agglopole Provence, la Communauté d'agglomération du Pays d'Aix et la Communauté urbaine Marseille Provence Métropole.
En septembre 2013, les Bus de l'Étang réorganise leur réseau et adopte une nouvelle identité graphique.
Le 1er janvier 2016, les trois intercommunalités responsables du réseau sont fusionnées au sein de la métropole d'Aix-Marseille-Provence. Celle-ci devient autorité organisatrice des transports et le SMITEEB est dissous.
À partir du 29 août 2016, la mise en service d'un premier tronçon du « Zenibus », un bus à haut niveau de service, entraine une réorganisation d'une partie des lignes du réseau ainsi qu'une simplification de la numérotation. Un nouveau service fait son apparition : « Chrono Pro », permettant une desserte à la demande de la zone industrielle des Estroublans à Vitrolles ainsi que du Technoparc de Marignane.

### Salon Étang Côte bleue
Le 6 juillet 2021 démarre la nouvelle concession de service public attribuée par la métropole à Transdev pour une durée de neuf ans et intègre « l’exploitation du réseau de transport- réseau Bus de l’Etang, Libébus et desservant les communes de Carry-le-Rouet, Sausset-Les-Pins et Châteauneuf-les-Martigues ». Elle intègre également des lignes anciennement du réseau Cartreize telle que les lignes 6, 17, 19, 52 ou 86.
A cette occasion, le réseau change de nom et devient Salon Étang Côte Bleue et adopte la marque « LeBus » pour les services de transport à la demande,.
Le 3 janvier 2022, c'est au tour du réseau Libébus d'intégrer le réseauet devient la zone Salon.

#### Dépôts et transition énergétique
Entre 2021 et 2022, un dépôt GNV est aménagé dans la zone d'activité de l'Anjoly à Vitrolles pour accueillir 70 véhicules. La SPLA Pays d'Aix Territoires a été mandatée par la métropole pour assurer la maitrise d'ouvrage déléguée.
Transdev Alpilles Berre Méditerranée fait l'acquisition de véhicules GNV ou électrique conformément au contrat avec la métropole.
Dans le cadre de la concession 2021 - 2029, la construction d'un dépôt GNV à Salon-de-Provence pour les lignes de la zone Salon est confiée au concessionnaire Transdev.

## Liste des lignes interzones

### Car
| Ligne | Tracé |
| ----- | --- |
| 17    | Salon-de-Provence ↔ Aéroport Marseille Provence via Lançon-de-Provence, Rognac, Vitrolles et Airbus Helicopters |
| 19    | Salon-de-Provence ↔ Aéroport Marseille Provence via Vitrolles et Airbus Helicopters (par autoroute)             |

## Liste des lignes de la zone Salon (ex-Libébus)

### Bus
| Ligne | Tracé                                                           |
| ----- | --------------------------------------------------------------- |
| 1     | Tallagard ↔ Tamaris (Flex dans la zone Pastourelles)            |
| 2     | Tallagard ↔ Aires de la Dîme                                    |
| 3     | Tremountano ↔ Saint-Jean                                        |
| 4     | Aires de la Dîme ↔ Pélissanne - Louis Blanc                     |
| 5     | Gabins ↔ Gandonne (Flex dans les zones Crau et Gandonne)        |
| 6     | Tallagard ↔ Gabins (Uniquement le dimanche et les jours fériés) |

### Car
| Ligne | Tracé                                   |
| ----- | --------------------------------------- |
| 6     | Saint-Chamas ↔ Salon                    |
| 7     | D&JF / Salon ↔ Pélissanne / Marché      |
| 8     | Salon ↔ Pélissanne ↔ Aurons ↔ Vernègues |
| 10    | Salon ↔ Eyguières (Fontaine Gilouse)    |
| 11    | Salon ↔ Sénas (Chevigné)                |
| 12    | Salon ↔ Lançon / Val de Sibourg         |
| 13    | Salon ↔ Lamanon ↔ Alleins               |
| 14    | Pélissanne ↔ Aurons ↔ Vernègues ↔ Cazan |
| 52    | Salon ↔ Lambesc                         |
| 86    | Salon ↔ La Roque d'Anthéron             |

### Navette "cœur de ville"
| Ligne  | Tracé                                   |
| ------ | --------------------------------------- |
| IUT    | P+R Parking IUT ↔ Lafayette             |
| GARE   | P+R Parking relais Gare ↔ Cœur de Ville |
| ARB    | P+R Joseph d'Arbaud ↔ Gambetta          |
| NAVSCO | Collège d'Arbaud ↔ Lycée Saint-Jean     |

### Transport à la demande
| Ligne   | Tracé |
| ------- | --- |
| TADSE   | Salon Est : Croix blanche, Magatis, Viougues                                                               |
| TADSO   | Salon Ouest : Sans souci, Le Touret, Les Cabans                                                            |
| TADNE   | Secteur Nord Est : Alleins, Aurons, Charleval, Lamanon, Lambesc, Mallemort, La Roque d'Anthéron, Vernègues |
| TADNO   | Secteur Nord Ouest : Eyguières, Lamanon, Mallemort, Sénas                                                  |
| TADEST1 | Secteur Est 1 : Aurons, Pelissanne, Vernègues                                                              |
| TADEST2 | Secteur Est 2 : Lançon de Provence, La Fare les Oliviers, Pelissanne                                       |
| TADBAR  | Zoo La Barben                                                                                              |
| FLEX1   | Flex Pastourelles                                                                                          |
| FLEX5   | Flex Crau - Gandonne                                                                                       |
| 247     | Lambesc ↔ Vernègues ↔ Alleins ↔ Mallemort ↔ Charleval                                                      |

### Lignes scolaires
| Ligne | Tracé                                     |
| ----- | ----------------------------------------- |
| 500   | Charleval ↔ Salon                         |
| 501   | Cazan ↔ Vernègues ↔ Salon                 |
| 504   | Lamanon ↔ Eyguières                       |
| 505   | Lamanon intérieur                         |
| 506   | Vernègues ↔ Cazan                         |
| 507   | Vernègues ↔ Mallemort                     |
| 510   | Sénas ↔ Salon-de-Provence                 |
| 511   | Saint-Chamas ↔ Salon-de-Provence          |
| 520   | Gabins ↔ Joseph d'Arbaud ↔ Salon          |
| 521   | Reine Jeanne ↔ Joseph d'Arbaud ↔ Salon    |
| 522   | Saint-Chamas ↔ Saint-Chamas               |
| 523   | Lançon-de-Provence ↔ Salon-de-Provence    |
| 528   | Lançon-de-Provence ↔ La Fare-les-Oliviers |
| 530   | Lançon-de-Provence ↔ Salon-de-Provence    |
| 540   | Rognac ↔ Salon-de-Provence                |
| 550   | Rognes ↔ Lançon-de-Provence               |
| 553   | La Barben ↔ Salon-de-Provence             |
| 560   | Saint-Louis ↔ Trophées - Salon            |
| 561   | Albizia ↔ Gambetta - Salon                |
| 570   | Grans ↔ Salon-de-Provence                 |
| 580   | La Fare-les-Oliviers ↔ Salon-de-Provence  |
| 590   | Berre ↔ Salon-de-Provence                 |
| 591   | Lançon-de-Provence ↔ Miramas              |
| 592   | Berre ↔ Saint-Chamas                      |
| 598   | Lançon-de-Provence ↔ La Fare-les-Oliviers |
| 683   | Coudoux ↔ La Fare-les-Oliviers            |

## Liste des lignes de la zone Étang (ex-Bus de l'Étang)

### Lignes essentielles
Les lignes dites « essentielles » ont une fréquence de passage de 10 à 15 minutes.
| Ligne   | Caractéristiques | Caractéristiques                                                                                   | Caractéristiques                                                                                   | Caractéristiques                                                                                   | Caractéristiques                                                                                   | Caractéristiques                                                                                   | Caractéristiques                                                                                   | Caractéristiques                                                                                   | Caractéristiques                                                                                   |
| ZENIBUS | LeBus+ | LeBus+                                                                                             | LeBus+                                                                                             | LeBus+                                                                                             | LeBus+                                                                                             | LeBus+                                                                                             | LeBus+                                                                                             | LeBus+                                                                                             | LeBus+                                                                                             |
| ZENIBUS | Marignane - Brassens/Genevoix ⥋ Les Pennes-Mirabeau - Square De Gaulle / Plan de Campagne Barnéoud | Marignane - Brassens/Genevoix ⥋ Les Pennes-Mirabeau - Square De Gaulle / Plan de Campagne Barnéoud | Marignane - Brassens/Genevoix ⥋ Les Pennes-Mirabeau - Square De Gaulle / Plan de Campagne Barnéoud | Marignane - Brassens/Genevoix ⥋ Les Pennes-Mirabeau - Square De Gaulle / Plan de Campagne Barnéoud | Marignane - Brassens/Genevoix ⥋ Les Pennes-Mirabeau - Square De Gaulle / Plan de Campagne Barnéoud | Marignane - Brassens/Genevoix ⥋ Les Pennes-Mirabeau - Square De Gaulle / Plan de Campagne Barnéoud | Marignane - Brassens/Genevoix ⥋ Les Pennes-Mirabeau - Square De Gaulle / Plan de Campagne Barnéoud | Marignane - Brassens/Genevoix ⥋ Les Pennes-Mirabeau - Square De Gaulle / Plan de Campagne Barnéoud | Marignane - Brassens/Genevoix ⥋ Les Pennes-Mirabeau - Square De Gaulle / Plan de Campagne Barnéoud |
| ------- | --- | -------------------------------------------------------------------------------------------------- | -------------------------------------------------------------------------------------------------- | -------------------------------------------------------------------------------------------------- | -------------------------------------------------------------------------------------------------- | -------------------------------------------------------------------------------------------------- | -------------------------------------------------------------------------------------------------- | -------------------------------------------------------------------------------------------------- | -------------------------------------------------------------------------------------------------- |
| ZENIBUS | Ouverture / Fermeture 29 août 2016 / — | Longueur 18 km                                                                                     | Durée 47/57 min                                                                                    | Nb. d’arrêts 33/36                                                                                 | Matériel Iveco Crealis 12 CNG                                                                      | Jours de fonctionnement L, Ma, Me, J, V, S, D                                                      | Jour / Soir / Nuit / Fêtes O / O / N / O                                                           | Voy. / an —                                                                                        | Dépôt Vitrolles Transdev Alpilles Berre Méditerranée                                               |
| ZENIBUS | Desserte : - Villes desservies : Marignane, Saint-Victoret, Vitrolles, Les Pennes-Mirabeau - Arrêts desservis : Brassens Genevoix, Sorbière, Bolmon, Barrelet Libération, Lycée Blériot, Parc Camoin, Ch. du Couvent, Av. de l'Europe, Coll. J. Prévert, Ctre Cial St-Victoret, Hôtel de Ville, Londres-Bruxelles, Athènes-Stockholm, Athènes Rome, Victor Gelu, Pierre Plantée, Médiathèque, Les Pins Cinéma, Bd. D. Padovani, Grand Vitrolles, Bastide Blanche, Le Griffon Clinique, Lycée J. Monnet, Collège C. Claudel, La Frescoule, Mairie Quartiers Sud, Le Repos, Fontblanche, Clos de la Cadière, Parc relais Pallières, La Renadière, Tunnel RD 113, Square de Gaulle / Chemin de Velaux, Bowling, Cinéma, Ccial Barnéoud (DIMANCHE ET J-F UNIQUEMENT) | | | | | | | | |
| ZENIBUS | Autre : - Particularités : BHNS toutes les 10 minutes en semaine et petites vacances scolaires. BHNS toutes les 15 minutes le Samedi et grandes vacances scolaires. BHNS toutes les 1h le Dimanche et les jours fériés. NE FONCTIONNE PAS LE 1er JANVIER, 1er MAI et 25 DECEMBRE - Date de dernière mise à jour : 10 avril 2023. | | | | | | | | |
| ZENIBUS | Dernière actualisation : — | | | | | | | | |
| 11      | Berre-l'Étang - Collège Fernand Léger ⥋ Vitrolles - Gare Routière Pierre Plantée | Berre-l'Étang - Collège Fernand Léger ⥋ Vitrolles - Gare Routière Pierre Plantée                   | Berre-l'Étang - Collège Fernand Léger ⥋ Vitrolles - Gare Routière Pierre Plantée                   | Berre-l'Étang - Collège Fernand Léger ⥋ Vitrolles - Gare Routière Pierre Plantée                   | Berre-l'Étang - Collège Fernand Léger ⥋ Vitrolles - Gare Routière Pierre Plantée                   | Berre-l'Étang - Collège Fernand Léger ⥋ Vitrolles - Gare Routière Pierre Plantée                   | Berre-l'Étang - Collège Fernand Léger ⥋ Vitrolles - Gare Routière Pierre Plantée                   | Berre-l'Étang - Collège Fernand Léger ⥋ Vitrolles - Gare Routière Pierre Plantée                   | Berre-l'Étang - Collège Fernand Léger ⥋ Vitrolles - Gare Routière Pierre Plantée                   |
| 11      | Ouverture / Fermeture 29 août 2016 / — | Longueur —                                                                                         | Durée 35 min                                                                                       | Nb. d’arrêts 26                                                                                    | Matériel Iveco Urbanway 12 CNG                                                                     | Jours de fonctionnement L, Ma, Me, J, V, S, D                                                      | Jour / Soir / Nuit / Fêtes O / O / N / O                                                           | Voy. / an —                                                                                        | Dépôt Vitrolles Transdev Alpilles Berre Méditerranée                                               |
| 11      | Desserte : - Villes desservies : Berre-l'Étang, Rognac, Vitrolles - Arrêts desservis : Pierre Plantée - Quai 4, Route de Velaux, Centre Commercial, Gare Déviation, Gare Rockenhausen, Le Lavoir, Rockenhausen, Clinique de Rognac, Les Mouettes, Parc Henri Fabre, Boéti, Poste Ccial, Place J. Moulin, Av de la Libération, L. Pasquet, Dezarnaud, Les Acacias, La Mariélie, GS P. Langevin, Forum Jeunes et Culture, M. Dassault, Les Œillades, Collège F. Léger | | | | | | | | |
| 11      | Autre : Un bus toutes les 20 minutes en heures de pointe, toutes les 30 minutes en heures creuses. Fonctionne le Dimanche et J-F Sauf le 1er Janvier, 1er Mai et 25 Décembre - Date de dernière mise à jour : 4 août 2021. | | | | | | | | |
| 11      | Dernière actualisation : — | | | | | | | | |
| 13      | LeBus+ 13 | LeBus+ 13                                                                                          | LeBus+ 13                                                                                          | LeBus+ 13                                                                                          | LeBus+ 13                                                                                          | LeBus+ 13                                                                                          | LeBus+ 13                                                                                          | LeBus+ 13                                                                                          | LeBus+ 13                                                                                          |
| 13      | Marignane - Aéroport Marseille Provence ⥋ Vitrolles - Gare Routière Pierre Plantée | | | | | | | | |
| 13      | Ouverture / Fermeture 1er décembre 2019 / — | Longueur 9,4 km                                                                                    | Durée 17 min                                                                                       | Nb. d’arrêts 11                                                                                    | Matériel Iveco Crealis 12 CNG                                                                      | Jours de fonctionnement L, Ma, Me, J, V, S, D                                                      | Jour / Soir / Nuit / Fêtes O / O / N / O                                                           | Voy. / an —                                                                                        | Dépôt Vitrolles Transdev Alpilles Berre Méditerranée                                               |
| 13      | Desserte : - Villes desservies : Marignane, Vitrolles - Stations et gares desservies : Vitrolles Aéroport Marseille Provence - Arrêts desservis : Gare Routière Aéroport Marseille Provence, Couperigne, Gare de Vitrolles (VAMP), Les Triballes, Airbus Helicopters, Londres Bruxelles, Londres Athènes, Estroublans Centre Vie, Bd de l'Europe, Victor Gélu, Pierre Plantée - Quai 5 | | | | | | | | |
| 13      | Autre : - Amplitudes horaires : Les lignes 13A et 13B fonctionnent du lundi au vendredi de 6 h 22 à 21 h 54 environ et la ligne 13 le week-end et les jours fériés de 6 h 5 à 22 h 13 environ. - Particularités : En semaine, la ligne est divisée en deux circuits, 13A (Airbus Helicopters - Gare VAMP - Aéroport Marseille Provence) et 13B (Vitrolles Pierre Plantée - Gare VAMP) avec une fréquence moyenne de 12 minutes de 7 h 2 à 19 h 49 pour le circuit 13A. - Date de dernière mise à jour : 2 février 2025. | | | | | | | | |
| 13      | Dernière actualisation : — | | | | | | | | |

### Lignes principales
Sur les lignes principales, la fréquence de passage est de 20 à 30 minutes.
| Ligne | Caractéristiques | Caractéristiques                                                                 | Caractéristiques                                                                 | Caractéristiques                                                                 | Caractéristiques                                                                 | Caractéristiques                                                                 | Caractéristiques                                                                 | Caractéristiques                                                                 | Caractéristiques                                                                 |
| 1     | Les Pennes-Mirabeau - Général Leclerc ⥋ Marseille - PEM Saint-Antoine | Les Pennes-Mirabeau - Général Leclerc ⥋ Marseille - PEM Saint-Antoine            | Les Pennes-Mirabeau - Général Leclerc ⥋ Marseille - PEM Saint-Antoine            | Les Pennes-Mirabeau - Général Leclerc ⥋ Marseille - PEM Saint-Antoine            | Les Pennes-Mirabeau - Général Leclerc ⥋ Marseille - PEM Saint-Antoine            | Les Pennes-Mirabeau - Général Leclerc ⥋ Marseille - PEM Saint-Antoine            | Les Pennes-Mirabeau - Général Leclerc ⥋ Marseille - PEM Saint-Antoine            | Les Pennes-Mirabeau - Général Leclerc ⥋ Marseille - PEM Saint-Antoine            | Les Pennes-Mirabeau - Général Leclerc ⥋ Marseille - PEM Saint-Antoine            |
| ----- | --- | -------------------------------------------------------------------------------- | -------------------------------------------------------------------------------- | -------------------------------------------------------------------------------- | -------------------------------------------------------------------------------- | -------------------------------------------------------------------------------- | -------------------------------------------------------------------------------- | -------------------------------------------------------------------------------- | -------------------------------------------------------------------------------- |
| 1     | Ouverture / Fermeture 29 août 2016 / — | Longueur —                                                                       | Durée 26 min                                                                     | Nb. d’arrêts 21                                                                  | Matériel Iveco Urbanway 10 CNG                                                   | Jours de fonctionnement L, Ma, Me, J, V, S                                       | Jour / Soir / Nuit / Fêtes O / N / N / N                                         | Voy. / an —                                                                      | Dépôt Vitrolles Transdev Alpilles Berre Méditerranée                             |
| 1     | Desserte : - Villes desservies : Les Pennes-Mirabeau, Marseille - Stations et gares desservies : Saint-Antoine - Arrêts desservis : Square de Gaulle Quai N°3, Ste Élisabeth, Cadeneaux Cimetière, Collège Monod, Bd Paul Arène, Chemin de Pierrefeu, Cadeneaux Église, Le Clos Idéal, Ch. des Petits Cadeneaux, Impasse des Jonquilles, Vieille Route de la Gavotte, Monaco, Jeanne D'Arc, St Georges, Chemin de Val Sec, Jean Giono, Les Tabors, Francois Mitterrand, Octroi, St Antoine, St Antoine Village                                                                                           |                                                                                  |                                                                                  |                                                                                  |                                                                                  |                                                                                  |                                                                                  |                                                                                  |                                                                                  |
| 1     | Autre : - Amplitudes horaires : La ligne 1 fonctionne du lundi au vendredi de 6 h 32 à 19 h 53 environ et le samedi de 7 h à 19 h 44 environ. - Particularités : Un bus toutes les 25 minutes en heures de pointe et toutes les 40 minutes en heures creuses. - Date de dernière mise à jour : 2 février 2025. |                                                                                  |                                                                                  |                                                                                  |                                                                                  |                                                                                  |                                                                                  |                                                                                  |                                                                                  |
| 1     | Dernière actualisation : — |                                                                                  |                                                                                  |                                                                                  |                                                                                  |                                                                                  |                                                                                  |                                                                                  |                                                                                  |
| 4     | Les Pennes-Mirabeau - Square De Gaulle ⥋ Plan de Campagne | Les Pennes-Mirabeau - Square De Gaulle ⥋ Plan de Campagne                        | Les Pennes-Mirabeau - Square De Gaulle ⥋ Plan de Campagne                        | Les Pennes-Mirabeau - Square De Gaulle ⥋ Plan de Campagne                        | Les Pennes-Mirabeau - Square De Gaulle ⥋ Plan de Campagne                        | Les Pennes-Mirabeau - Square De Gaulle ⥋ Plan de Campagne                        | Les Pennes-Mirabeau - Square De Gaulle ⥋ Plan de Campagne                        | Les Pennes-Mirabeau - Square De Gaulle ⥋ Plan de Campagne                        | Les Pennes-Mirabeau - Square De Gaulle ⥋ Plan de Campagne                        |
| 4     | Ouverture / Fermeture 29 août 2016 / — | Longueur —                                                                       | Durée 10 min                                                                     | Nb. d’arrêts 5                                                                   | Matériel Iveco Crealis CNG                                                       | Jours de fonctionnement L, Ma, Me, J, V, S                                       | Jour / Soir / Nuit / Fêtes O / O / N / N                                         | Voy. / an —                                                                      | Dépôt Vitrolles Transdev Alpilles Berre Méditerranée                             |
| 4     | Desserte : - Ville desservie : Les Pennes-Mirabeau - Arrêts desservis : Chemin de Velaux, Bowling, Cinéma |                                                                                  |                                                                                  |                                                                                  |                                                                                  |                                                                                  |                                                                                  |                                                                                  |                                                                                  |
| 4     | Autre : - Amplitudes horaires : La ligne 4 fonctionne du lundi au samedi de 6 h 20 à 21 h 54 environ. - Particularités : Ne fonctionne pas le dimanche, étant remplacé par le ZENIBUS. - Date de dernière mise à jour : 2 février 2025. |                                                                                  |                                                                                  |                                                                                  |                                                                                  |                                                                                  |                                                                                  |                                                                                  |                                                                                  |
| 4     | Dernière actualisation : — |                                                                                  |                                                                                  |                                                                                  |                                                                                  |                                                                                  |                                                                                  |                                                                                  |                                                                                  |
| 5     | Gignac-la-Nerthe - Rebuty ⥋ Marignane - Technoparc II | Gignac-la-Nerthe - Rebuty ⥋ Marignane - Technoparc II                            | Gignac-la-Nerthe - Rebuty ⥋ Marignane - Technoparc II                            | Gignac-la-Nerthe - Rebuty ⥋ Marignane - Technoparc II                            | Gignac-la-Nerthe - Rebuty ⥋ Marignane - Technoparc II                            | Gignac-la-Nerthe - Rebuty ⥋ Marignane - Technoparc II                            | Gignac-la-Nerthe - Rebuty ⥋ Marignane - Technoparc II                            | Gignac-la-Nerthe - Rebuty ⥋ Marignane - Technoparc II                            | Gignac-la-Nerthe - Rebuty ⥋ Marignane - Technoparc II                            |
| 5     | Ouverture / Fermeture 29 août 2016 / — | Longueur —                                                                       | Durée 35 min                                                                     | Nb. d’arrêts 37                                                                  | Matériel Iveco Urbanway 10 CNG                                                   | Jours de fonctionnement L, Ma, Me, J, V, S                                       | Jour / Soir / Nuit / Fêtes O / O / N / N                                         | Voy. / an —                                                                      | Dépôt Vitrolles Transdev Alpilles Berre Méditerranée                             |
| 5     | Desserte : - Villes desservies : Marignane, Saint-Victoret - Arrêts desservis : Rebuty, ZI Les Pins, Henri Dunant, Gare de pas des Lanciers, Les Couronnes, Carbonnel, La Glacière, Bd Ferrisse, Maison des Associations, Abbadie Musée, CCial St Victoret, Collège J. Prévert, Les Oliviers, Le Collet Rouge, La Vierge, Le Devin, Émilie de Mirabeau Parking, Les Amandiers, Le Chaume, Ste Anne, Mistral, Mirabeau, Mirabeau Marché, Parc Camoin, Perrussons, Saint Nicolas, ROS ET Romano, Carnus, Concorde, La Signore, Henri Fabre, Brassens Genevoix, Gymnase St Pierre, Technoparc, Technoparc 2 |                                                                                  |                                                                                  |                                                                                  |                                                                                  |                                                                                  |                                                                                  |                                                                                  |                                                                                  |
| 5     | Autre : Un bus toutes les 20 minutes en heures de pointe, toutes les 30 minutes en heures creuses. - Date de dernière mise à jour : 2 février 2025. |                                                                                  |                                                                                  |                                                                                  |                                                                                  |                                                                                  |                                                                                  |                                                                                  |                                                                                  |
| 5     | Dernière actualisation : — |                                                                                  |                                                                                  |                                                                                  |                                                                                  |                                                                                  |                                                                                  |                                                                                  |                                                                                  |
| 7     | Saint-Victoret - Collège Prévert ⥋ Vitrolles - Centre commercial Grand Vitrolles | Saint-Victoret - Collège Prévert ⥋ Vitrolles - Centre commercial Grand Vitrolles | Saint-Victoret - Collège Prévert ⥋ Vitrolles - Centre commercial Grand Vitrolles | Saint-Victoret - Collège Prévert ⥋ Vitrolles - Centre commercial Grand Vitrolles | Saint-Victoret - Collège Prévert ⥋ Vitrolles - Centre commercial Grand Vitrolles | Saint-Victoret - Collège Prévert ⥋ Vitrolles - Centre commercial Grand Vitrolles | Saint-Victoret - Collège Prévert ⥋ Vitrolles - Centre commercial Grand Vitrolles | Saint-Victoret - Collège Prévert ⥋ Vitrolles - Centre commercial Grand Vitrolles | Saint-Victoret - Collège Prévert ⥋ Vitrolles - Centre commercial Grand Vitrolles |
| 7     | Ouverture / Fermeture 29 août 2016 / — | Longueur —                                                                       | Durée 30 min                                                                     | Nb. d’arrêts 20                                                                  | Matériel Heuliez GX137                                                           | Jours de fonctionnement L, Ma, Me, J, V, S                                       | Jour / Soir / Nuit / Fêtes O / N / N / N                                         | Voy. / an —                                                                      | Dépôt Vitrolles Transdev Alpilles Berre Méditerranée                             |
| 7     | Desserte : - Villes desservies : Vitrolles, Saint-Victoret - Arrêts desservis : Grand Vitrolles, Bastide Blanche, Le Griffon Clinique, Lycée J. Monnet, Centre Vie Anjoly, Pôle Emploi, Moulin à Huile, les Amphoux, Cascadelle, Le Pas des Broquettes, Paul Raphel, Les Couronnes, Carbonel, La Résidence, La Croix, Maison des Associations, Abbadie Musée, CCial St Victoret, Collège J. Prévert |                                                                                  |                                                                                  |                                                                                  |                                                                                  |                                                                                  |                                                                                  |                                                                                  |                                                                                  |
| 7     | Autre : Un bus toutes les 20 minutes en heures de pointe, toutes les 30 minutes en heures creuses. - Date de dernière mise à jour : 2 février 2025. |                                                                                  |                                                                                  |                                                                                  |                                                                                  |                                                                                  |                                                                                  |                                                                                  |                                                                                  |
| 7     | Dernière actualisation : — |                                                                                  |                                                                                  |                                                                                  |                                                                                  |                                                                                  |                                                                                  |                                                                                  |                                                                                  |
| 12    | Velaux - Maison Médicale ⥋ Vitrolles - Gare Routière Pierre Plantée | Velaux - Maison Médicale ⥋ Vitrolles - Gare Routière Pierre Plantée              | Velaux - Maison Médicale ⥋ Vitrolles - Gare Routière Pierre Plantée              | Velaux - Maison Médicale ⥋ Vitrolles - Gare Routière Pierre Plantée              | Velaux - Maison Médicale ⥋ Vitrolles - Gare Routière Pierre Plantée              | Velaux - Maison Médicale ⥋ Vitrolles - Gare Routière Pierre Plantée              | Velaux - Maison Médicale ⥋ Vitrolles - Gare Routière Pierre Plantée              | Velaux - Maison Médicale ⥋ Vitrolles - Gare Routière Pierre Plantée              | Velaux - Maison Médicale ⥋ Vitrolles - Gare Routière Pierre Plantée              |
| 12    | Ouverture / Fermeture 29 août 2016 / — | Longueur —                                                                       | Durée 35 min                                                                     | Nb. d’arrêts 37                                                                  | Matériel Iveco Urbanway 12 CNG Iveco Urbanway 10 CNG                             | Jours de fonctionnement L, Ma, Me, J, V, S                                       | Jour / Soir / Nuit / Fêtes O / O / N / N                                         | Voy. / an —                                                                      | Dépôt Vitrolles Transdev Alpilles Berre Méditerranée                             |
| 12    | Desserte : - Villes desservies : Velaux, Rognac, Vitrolles - Arrêts desservis : Pierre Plantée - Quai 5, Victor Gélu, Les Vignettes Le baou, L'Agneau, Base Nautique, La Falaise, Rockenhausen, Le Lavoir, Gare Rockenhausen, La Gare, Centre-Ville, Av Ch. de Gaulle, Square, Le Cimetière, la Grande Bastide, Les Barjaquets, Les Brets, Av des Oliviers, La Gerbine, La Verdière, La Verane, Bastide Bertin, E. Ripert, Berlioz, Paganini, Les Collines, Roquepertuse Collège, Pierre PUGET, La PERAUDE, HELENE BOUCHER, La Parterre, Maison MEDICALE                                                 |                                                                                  |                                                                                  |                                                                                  |                                                                                  |                                                                                  |                                                                                  |                                                                                  |                                                                                  |
| 12    | Autre : Un bus toutes les 30 minutes en heures de pointe et toutes les 40 minutes en heures creuses. - Date de dernière mise à jour : 2 février 2025. |                                                                                  |                                                                                  |                                                                                  |                                                                                  |                                                                                  |                                                                                  |                                                                                  |                                                                                  |
| 12    | Dernière actualisation : — |                                                                                  |                                                                                  |                                                                                  |                                                                                  |                                                                                  |                                                                                  |                                                                                  |                                                                                  |
| 20    | Lycée Monnet (Scolaires) ⥋ Les Cadenières | Lycée Monnet (Scolaires) ⥋ Les Cadenières                                        | Lycée Monnet (Scolaires) ⥋ Les Cadenières                                        | Lycée Monnet (Scolaires) ⥋ Les Cadenières                                        | Lycée Monnet (Scolaires) ⥋ Les Cadenières                                        | Lycée Monnet (Scolaires) ⥋ Les Cadenières                                        | Lycée Monnet (Scolaires) ⥋ Les Cadenières                                        | Lycée Monnet (Scolaires) ⥋ Les Cadenières                                        | Lycée Monnet (Scolaires) ⥋ Les Cadenières                                        |
| 20    | Ouverture / Fermeture 6 Juillet 2021 / — | Longueur —                                                                       | Durée 26 min                                                                     | Nb. d’arrêts 20                                                                  | Matériel Iveco Urbanway 10 CNG                                                   | Jours de fonctionnement L, Ma, Me, J, V, S                                       | Jour / Soir / Nuit / Fêtes O / N / N / N                                         | Voy. / an —                                                                      | Dépôt Vitrolles Transdev Alpilles Berre Méditerranée                             |
| 20    | Desserte : Les Cadenières, Jean Aicard, Reine Jeanne, Pré Bataille, La Rangue, F. Mistral, Roucas l'Escounière, Le Parc, Les Vignes, Les Pommiers, Pierre Plantée - Quai 6, Le Liourat, Pas du Bœuf, Les Terrasses, Croix Route, Grand Vitrolles, Bastide Blanche, Le Griffon Clinique, Lycée J. Monnet, Lycée Monnet (Scolaires) |                                                                                  |                                                                                  |                                                                                  |                                                                                  |                                                                                  |                                                                                  |                                                                                  |                                                                                  |
| 20    | Autre : - Date de dernière mise à jour : 2 février 2025. |                                                                                  |                                                                                  |                                                                                  |                                                                                  |                                                                                  |                                                                                  |                                                                                  |                                                                                  |
| 20    | Dernière actualisation : — |                                                                                  |                                                                                  |                                                                                  |                                                                                  |                                                                                  |                                                                                  |                                                                                  |                                                                                  |

### Lignes de proximité
| Ligne | Caractéristiques | Caractéristiques                                                                              | Caractéristiques                                                                              | Caractéristiques                                                                              | Caractéristiques                                                                              | Caractéristiques                                                                              | Caractéristiques                                                                              | Caractéristiques                                                                              | Caractéristiques                                                                              |
| 2     | Les Pennes-Mirabeau - Jas de Rhodes ⥋ Les Pennes-Mirabeau - Tante Rose / Relais des Chasseurs | Les Pennes-Mirabeau - Jas de Rhodes ⥋ Les Pennes-Mirabeau - Tante Rose / Relais des Chasseurs | Les Pennes-Mirabeau - Jas de Rhodes ⥋ Les Pennes-Mirabeau - Tante Rose / Relais des Chasseurs | Les Pennes-Mirabeau - Jas de Rhodes ⥋ Les Pennes-Mirabeau - Tante Rose / Relais des Chasseurs | Les Pennes-Mirabeau - Jas de Rhodes ⥋ Les Pennes-Mirabeau - Tante Rose / Relais des Chasseurs | Les Pennes-Mirabeau - Jas de Rhodes ⥋ Les Pennes-Mirabeau - Tante Rose / Relais des Chasseurs | Les Pennes-Mirabeau - Jas de Rhodes ⥋ Les Pennes-Mirabeau - Tante Rose / Relais des Chasseurs | Les Pennes-Mirabeau - Jas de Rhodes ⥋ Les Pennes-Mirabeau - Tante Rose / Relais des Chasseurs | Les Pennes-Mirabeau - Jas de Rhodes ⥋ Les Pennes-Mirabeau - Tante Rose / Relais des Chasseurs |
| ----- | --- | --------------------------------------------------------------------------------------------- | --------------------------------------------------------------------------------------------- | --------------------------------------------------------------------------------------------- | --------------------------------------------------------------------------------------------- | --------------------------------------------------------------------------------------------- | --------------------------------------------------------------------------------------------- | --------------------------------------------------------------------------------------------- | --------------------------------------------------------------------------------------------- |
| 2     | Ouverture / Fermeture 29 août 2016 / — | Longueur —                                                                                    | Durée 28 min                                                                                  | Nb. d’arrêts 33                                                                               | Matériel Heuliez GX137                                                                        | Jours de fonctionnement L, Ma, Me, J, V, S                                                    | Jour / Soir / Nuit / Fêtes O / N / N / N                                                      | Voy. / an —                                                                                   | Dépôt Vitrolles Transdev Alpilles Berre Méditerranée                                          |
| 2     | Desserte : - Ville desservie : Les Pennes-Mirabeau - Arrêts desservis : Relais des Chasseurs, Tante Rose, Chemin des Bœufs, Verduron, Marius Bremond, Nungesser et Coli, Mouin du Diable, Impasse Céleste, Tardy Joyeux, Bd Tardy, Marie de la Gavotte, Les Tabords, Jeanne d'Arc, Les Blondines, Av. des Rosiers, Amandiers Bas, Amandiers Haut, Les Matelots, Les Colibris, Les Mouetts, Les Rossignols, Bouroumettes Ecoles, Ch. de Pierrefeu, Cadeneau Eglise, Pont des Cadeneaux, Roches Blanches, Marie, Ste Elisabeth, Cadeneaux Cimetière, Collège Monod, Stade Vitria, Piscine, Erea L. Aragon, Domaine du Plateau, Jas de Rhodes |                                                                                               |                                                                                               |                                                                                               |                                                                                               |                                                                                               |                                                                                               |                                                                                               |                                                                                               |
| 2     | Autre : Un bus toutes les heures en période de pointe. Disponible le reste de la journée en transport à la demande. - Date de dernière mise à jour : 2 février 2025. |                                                                                               |                                                                                               |                                                                                               |                                                                                               |                                                                                               |                                                                                               |                                                                                               |                                                                                               |
| 2     | Dernière actualisation : — |                                                                                               |                                                                                               |                                                                                               |                                                                                               |                                                                                               |                                                                                               |                                                                                               |                                                                                               |
| 3     | Marignane - Parc Camoin ⥋ Marignane - Lycée Genevoix / Lycée St Louis St Marie | Marignane - Parc Camoin ⥋ Marignane - Lycée Genevoix / Lycée St Louis St Marie                | Marignane - Parc Camoin ⥋ Marignane - Lycée Genevoix / Lycée St Louis St Marie                | Marignane - Parc Camoin ⥋ Marignane - Lycée Genevoix / Lycée St Louis St Marie                | Marignane - Parc Camoin ⥋ Marignane - Lycée Genevoix / Lycée St Louis St Marie                | Marignane - Parc Camoin ⥋ Marignane - Lycée Genevoix / Lycée St Louis St Marie                | Marignane - Parc Camoin ⥋ Marignane - Lycée Genevoix / Lycée St Louis St Marie                | Marignane - Parc Camoin ⥋ Marignane - Lycée Genevoix / Lycée St Louis St Marie                | Marignane - Parc Camoin ⥋ Marignane - Lycée Genevoix / Lycée St Louis St Marie                |
| 3     | Ouverture / Fermeture 29 août 2016 / — | Longueur —                                                                                    | Durée —                                                                                       | Nb. d’arrêts —                                                                                | Matériel Iveco Urbanway 10 CNG                                                                | Jours de fonctionnement L, Ma, Me, J, V                                                       | Jour / Soir / Nuit / Fêtes O / N / N / N                                                      | Voy. / an —                                                                                   | Dépôt Vitrolles Transdev Alpilles Berre Méditerranée                                          |
| 3     | Desserte : — |                                                                                               |                                                                                               |                                                                                               |                                                                                               |                                                                                               |                                                                                               |                                                                                               |                                                                                               |
| 3     | Autre : La ligne est divisée en deux circuits 3A et 3B. Disponible en transport à la demande en dehors des horaires de passage. La ligne 3 est remplacée par la ligne 3/6 en été. - Date de dernière mise à jour : 2 février 2025. |                                                                                               |                                                                                               |                                                                                               |                                                                                               |                                                                                               |                                                                                               |                                                                                               |                                                                                               |
| 3     | Dernière actualisation : — |                                                                                               |                                                                                               |                                                                                               |                                                                                               |                                                                                               |                                                                                               |                                                                                               |                                                                                               |
| 6     | Marignane - Parc Camoin ⥋ Marignane - Les Couronnes | Marignane - Parc Camoin ⥋ Marignane - Les Couronnes                                           | Marignane - Parc Camoin ⥋ Marignane - Les Couronnes                                           | Marignane - Parc Camoin ⥋ Marignane - Les Couronnes                                           | Marignane - Parc Camoin ⥋ Marignane - Les Couronnes                                           | Marignane - Parc Camoin ⥋ Marignane - Les Couronnes                                           | Marignane - Parc Camoin ⥋ Marignane - Les Couronnes                                           | Marignane - Parc Camoin ⥋ Marignane - Les Couronnes                                           | Marignane - Parc Camoin ⥋ Marignane - Les Couronnes                                           |
| 6     | Ouverture / Fermeture 29 août 2016 / — | Longueur —                                                                                    | Durée 29 min                                                                                  | Nb. d’arrêts 30                                                                               | Matériel Iveco Urbanway 10 CNG                                                                | Jours de fonctionnement L, Ma, Me, J, V, S                                                    | Jour / Soir / Nuit / Fêtes O / N / N / N                                                      | Voy. / an —                                                                                   | Dépôt Vitrolles Transdev Alpilles Berre Méditerranée                                          |
| 6     | Desserte : - Villes desservies : Marignane - Arrêts desservis : Parc Camoin, Mirabeau, Mistral, Av. 1ere Armée, Clinique, Marcel Pagnon, Toès Carestier, Le Carestier, Collège E. Mirabeau, Le Tunnel, Lèbre Saint Louis, Les Près, Près Fleuri, Collège de la Pousaraque, Ménage 9, Viguière Bd Provence, La Viguière, Av. Pasteur, J. Jaurès, V. Hugo, La République, Capeau, Fortunès, Rebuty, Z.I les Pins, Les Platanes, H. Dunant, Gare PDL, Les Couronnes |                                                                                               |                                                                                               |                                                                                               |                                                                                               |                                                                                               |                                                                                               |                                                                                               |                                                                                               |
| 6     | Autre : Un bus toutes les 30 minutes environ en heures de pointe, toutes les 40 minutes environ en heures creuses. La ligne 6 est remplacée par le ligne 3/6 en été. - Date de dernière mise à jour : 2 février 2025. |                                                                                               |                                                                                               |                                                                                               |                                                                                               |                                                                                               |                                                                                               |                                                                                               |                                                                                               |
| 6     | Dernière actualisation : — |                                                                                               |                                                                                               |                                                                                               |                                                                                               |                                                                                               |                                                                                               |                                                                                               |                                                                                               |
| 8     | Rognac - Hameau des Barjaquets ⥋ Rognac - Les Frégates | Rognac - Hameau des Barjaquets ⥋ Rognac - Les Frégates                                        | Rognac - Hameau des Barjaquets ⥋ Rognac - Les Frégates                                        | Rognac - Hameau des Barjaquets ⥋ Rognac - Les Frégates                                        | Rognac - Hameau des Barjaquets ⥋ Rognac - Les Frégates                                        | Rognac - Hameau des Barjaquets ⥋ Rognac - Les Frégates                                        | Rognac - Hameau des Barjaquets ⥋ Rognac - Les Frégates                                        | Rognac - Hameau des Barjaquets ⥋ Rognac - Les Frégates                                        | Rognac - Hameau des Barjaquets ⥋ Rognac - Les Frégates                                        |
| 8     | Ouverture / Fermeture 29 août 2016 / — | Longueur —                                                                                    | Durée 25 min                                                                                  | Nb. d’arrêts 27                                                                               | Matériel Iveco Urbanway 10 CNG                                                                | Jours de fonctionnement L, Ma, Me, J, V, S                                                    | Jour / Soir / Nuit / Fêtes O / N / N / N                                                      | Voy. / an —                                                                                   | Dépôt Vitrolles Transdev Alpilles Berre Méditerranée                                          |
| 8     | Desserte : - Ville desservie : Rognac - Arrêts desservis : Les Frégates, Les Bleuets, Les Tulipes, Route de Velaux, Centre Commercial, F. Mistral, SarragousseE, Marcel Achard, Collège Cousteau, Mas des Jeunes, La Gare, Centre-Ville, Av Ch. de Gaulle, Av Victor Hugo, Stade des Pugettes, Bd montaigne, Tête noire, ZI Nord, Av lavoisier, Clément Ader, La Grande Bastide, Les Barjaquets, Les Ormes, Les Cèdres, Les Muriers, Les Césaires, Hameau des Barjaquets |                                                                                               |                                                                                               |                                                                                               |                                                                                               |                                                                                               |                                                                                               |                                                                                               |                                                                                               |
| 8     | Autre : Un bus toutes les 20/40 minutes en heures de pointe et toutes les heures en périodes creuses. - Date de dernière mise à jour : 2 février 2025. |                                                                                               |                                                                                               |                                                                                               |                                                                                               |                                                                                               |                                                                                               |                                                                                               |                                                                                               |
| 8     | Dernière actualisation : — |                                                                                               |                                                                                               |                                                                                               |                                                                                               |                                                                                               |                                                                                               |                                                                                               |                                                                                               |
| 9     | Vitrolles - Les Pinchinades ⥋ Les Pennes-Mirabeau - Les Pallières | Vitrolles - Les Pinchinades ⥋ Les Pennes-Mirabeau - Les Pallières                             | Vitrolles - Les Pinchinades ⥋ Les Pennes-Mirabeau - Les Pallières                             | Vitrolles - Les Pinchinades ⥋ Les Pennes-Mirabeau - Les Pallières                             | Vitrolles - Les Pinchinades ⥋ Les Pennes-Mirabeau - Les Pallières                             | Vitrolles - Les Pinchinades ⥋ Les Pennes-Mirabeau - Les Pallières                             | Vitrolles - Les Pinchinades ⥋ Les Pennes-Mirabeau - Les Pallières                             | Vitrolles - Les Pinchinades ⥋ Les Pennes-Mirabeau - Les Pallières                             | Vitrolles - Les Pinchinades ⥋ Les Pennes-Mirabeau - Les Pallières                             |
| 9     | Ouverture / Fermeture 29 août 2016 / — | Longueur —                                                                                    | Durée 16 min                                                                                  | Nb. d’arrêts 17                                                                               | Matériel Iveco Urbanway 10 CNG                                                                | Jours de fonctionnement L, Ma, Me, J, V, S                                                    | Jour / Soir / Nuit / Fêtes O / N / N / N                                                      | Voy. / an —                                                                                   | Dépôt Vitrolles Transdev Alpilles Berre Méditerranée                                          |
| 9     | Desserte : - Villes desservies : Les Pennes-Mirabeau, Vitrolles - Arrêts desservis : Les Pallières, Le Grand Verger, Clos de la Cadière, Av de Lattre de Tassigny, Cercle le Repos, Fontblanche Quai N°2, Rue de Fontblanche, Mail de la Frescoule, La Frescoule, Collège C. Claudel, Lycée J. Monnet, Le Griffon Clinique, Collège S. de Beauvoir, Mairie des Quartiers Sud, Le Repos, Fontblanche Quai N°1, Saint Germet, Ferme Croze, Croze Cascabel, La Cadière, Les Jardiniers, La Fille du Puisatier, Le Brusquié, Les Pierres Fauves, Les Pinchinades                                                                               |                                                                                               |                                                                                               |                                                                                               |                                                                                               |                                                                                               |                                                                                               |                                                                                               |                                                                                               |
| 9     | Autre : Un bus toutes les 20 minutes en heures de pointe, toutes les 40 minutes en heures creuses. - Date de dernière mise à jour : 2 février 2025. |                                                                                               |                                                                                               |                                                                                               |                                                                                               |                                                                                               |                                                                                               |                                                                                               |                                                                                               |
| 9     | Dernière actualisation : — |                                                                                               |                                                                                               |                                                                                               |                                                                                               |                                                                                               |                                                                                               |                                                                                               |                                                                                               |
| 10    | Vitrolles - Les Vignettes ⥋ Vitrolles - Gare Routière Pierre Plantée | Vitrolles - Les Vignettes ⥋ Vitrolles - Gare Routière Pierre Plantée                          | Vitrolles - Les Vignettes ⥋ Vitrolles - Gare Routière Pierre Plantée                          | Vitrolles - Les Vignettes ⥋ Vitrolles - Gare Routière Pierre Plantée                          | Vitrolles - Les Vignettes ⥋ Vitrolles - Gare Routière Pierre Plantée                          | Vitrolles - Les Vignettes ⥋ Vitrolles - Gare Routière Pierre Plantée                          | Vitrolles - Les Vignettes ⥋ Vitrolles - Gare Routière Pierre Plantée                          | Vitrolles - Les Vignettes ⥋ Vitrolles - Gare Routière Pierre Plantée                          | Vitrolles - Les Vignettes ⥋ Vitrolles - Gare Routière Pierre Plantée                          |
| 10    | Ouverture / Fermeture 29 août 2016 / — | Longueur —                                                                                    | Durée 15 min                                                                                  | Nb. d’arrêts 11                                                                               | Matériel Iveco Urbanway 10 CNG                                                                | Jours de fonctionnement L, Ma, Me, J, V, S                                                    | Jour / Soir / Nuit / Fêtes O / N / N / N                                                      | Voy. / an —                                                                                   | Dépôt Vitrolles Transdev Alpilles Berre Méditerranée                                          |
| 10    | Desserte : - Ville desservie : Vitrolles - Arrêts desservis : Vignettes Ecole, Les Vignettes, Les Salins, Le Lion, Les Triballes, Les Tamaris, H. Loubet, Route du Chemin de Fer, Vieux Moulin, Victor Gélu, Pierre Plantée - Quai 4 |                                                                                               |                                                                                               |                                                                                               |                                                                                               |                                                                                               |                                                                                               |                                                                                               |                                                                                               |
| 10    | Autre : - Date de dernière mise à jour : 2 février 2025. |                                                                                               |                                                                                               |                                                                                               |                                                                                               |                                                                                               |                                                                                               |                                                                                               |                                                                                               |
| 10    | Dernière actualisation : — |                                                                                               |                                                                                               |                                                                                               |                                                                                               |                                                                                               |                                                                                               |                                                                                               |                                                                                               |
| 14    | Berre-l'Étang - Collège Fernand Léger ⥋ Berre-l'Étang - Le Drignon | Berre-l'Étang - Collège Fernand Léger ⥋ Berre-l'Étang - Le Drignon                            | Berre-l'Étang - Collège Fernand Léger ⥋ Berre-l'Étang - Le Drignon                            | Berre-l'Étang - Collège Fernand Léger ⥋ Berre-l'Étang - Le Drignon                            | Berre-l'Étang - Collège Fernand Léger ⥋ Berre-l'Étang - Le Drignon                            | Berre-l'Étang - Collège Fernand Léger ⥋ Berre-l'Étang - Le Drignon                            | Berre-l'Étang - Collège Fernand Léger ⥋ Berre-l'Étang - Le Drignon                            | Berre-l'Étang - Collège Fernand Léger ⥋ Berre-l'Étang - Le Drignon                            | Berre-l'Étang - Collège Fernand Léger ⥋ Berre-l'Étang - Le Drignon                            |
| 14    | Ouverture / Fermeture 29 août 2016 / — | Longueur —                                                                                    | Durée 15 min                                                                                  | Nb. d’arrêts 20                                                                               | Matériel Iveco Urbanway 10 CNG                                                                | Jours de fonctionnement L, Ma, Me, J, V, S                                                    | Jour / Soir / Nuit / Fêtes O / N / N / N                                                      | Voy. / an —                                                                                   | Dépôt Vitrolles Transdev Alpilles Berre Méditerranée                                          |
| 14    | Desserte : - Ville desservie : Berre-l'Étang - Arrêts desservis : Le Drignon, Port A. Samson, Piscine C. Jouve, Petit Prince, Boéti, Cabrianne Ouest, Capevaire, La Baleine Bleue, Les Logis, J.-J. Rousseau, GS P. Picasso, Les Œillades, Collège F. Léger, Av. de Sylvanes, Coopérative Vinicole, Mauran, Champigny |                                                                                               |                                                                                               |                                                                                               |                                                                                               |                                                                                               |                                                                                               |                                                                                               |                                                                                               |
| 14    | Autre : Un bus toutes les heures en période de pointe Disponible le reste de la journée en transport à la demande. - Date de dernière mise à jour : 2 février 2025. |                                                                                               |                                                                                               |                                                                                               |                                                                                               |                                                                                               |                                                                                               |                                                                                               |                                                                                               |
| 14    | Dernière actualisation : — |                                                                                               |                                                                                               |                                                                                               |                                                                                               |                                                                                               |                                                                                               |                                                                                               |                                                                                               |
| 18    | Gare Routière Pierre Plantée ⥋ (Circulaire) | Gare Routière Pierre Plantée ⥋ (Circulaire)                                                   | Gare Routière Pierre Plantée ⥋ (Circulaire)                                                   | Gare Routière Pierre Plantée ⥋ (Circulaire)                                                   | Gare Routière Pierre Plantée ⥋ (Circulaire)                                                   | Gare Routière Pierre Plantée ⥋ (Circulaire)                                                   | Gare Routière Pierre Plantée ⥋ (Circulaire)                                                   | Gare Routière Pierre Plantée ⥋ (Circulaire)                                                   | Gare Routière Pierre Plantée ⥋ (Circulaire)                                                   |
| 18    | Ouverture / Fermeture 6 Juillet 2021 / — | Longueur —                                                                                    | Durée —                                                                                       | Nb. d’arrêts 20                                                                               | Matériel Iveco Urbanway 10 CNG                                                                | Jours de fonctionnement L, Ma, Me, J, V, S                                                    | Jour / Soir / Nuit / Fêtes O / N / N / N                                                      | Voy. / an —                                                                                   | Dépôt Vitrolles Transdev Alpilles Berre Méditerranée                                          |
| 18    | Desserte : Pierre Plantée - Quai 6, Les Pommiers, LEP Caucadis, 19-mars-62, La Plaine, Stade Ladoumègue, La Corniche, Reine Jeanne, Pré Bataille, La Rangue, F. Mistral, Roucas l'Escounière, Place de l'Aire, Emile Bouilhac, Vieux Village, Place de l'Aire, Le Parc, Les Vignes, Les Hermes, Foyer Soleil, La Vallée, Pierre Plantée - Quai 6 |                                                                                               |                                                                                               |                                                                                               |                                                                                               |                                                                                               |                                                                                               |                                                                                               |                                                                                               |
| 18    | Autre : La ligne ne fonctionne pas pendant les vacances scolaires. - Date de dernière mise à jour : 2 février 2025. |                                                                                               |                                                                                               |                                                                                               |                                                                                               |                                                                                               |                                                                                               |                                                                                               |                                                                                               |
| 18    | Dernière actualisation : — |                                                                                               |                                                                                               |                                                                                               |                                                                                               |                                                                                               |                                                                                               |                                                                                               |                                                                                               |

### Transport à la demande
Salon Etang Côte Bleue dispose de plusieurs services de transports à la demande :
- « lebus à la demande » (ex-Icibus) dessert une bonne partie des communes du réseau, découpé en six zones : il permet aux voyageurs d'effectuer un trajet entre deux arrêts non desservis pas une ligne régulière à condition de réserver au moins une heure à l'avance[8].
- « lebus Pro » (ex-Chronopro) dessert les zones d'activités de Vitrolles (Les Estroublans et Anjoly) à partir de la gare routière de Pierre Plantée et Marignane (Technopôle) à partir de la gare de Pas-des-Lanciers. La réservation s'effectue via une application mobile dédiée[9].
- « lebus+ à la demande » (ex-Icibus+) est un service de transport à la demande d'adresse à adresse destiné aux personnes à mobilité réduite[10].

## Liste des lignes de la zone Côte bleue (ex-Bus de la Côte bleue)
Seules les lignes de C1 à C5 et le transport scolaire interne à Chateauneuf-les-Martigues ont intégrés le réseau Salon Etang Côte Bleue, les lignes restantes sont restées sur le réseau des Bus de la Côte bleue.

### Transport à la demande
| Ligne | Tracé                             |
| ----- | --------------------------------- |
| TADCS | Carry-le-Rouet / Sausset-les-Pins |
| TADCM | Chateauneuf-les-Martigues         |

### Lignes scolaires
| Ligne | Tracé                     |
| ----- | ------------------------- |
| 601   | Chateauneuf-les-Martigues |
| 602   | Chateauneuf-les-Martigues |
| 603   | Chateauneuf-les-Martigues |
| 605   | Chateauneuf-les-Martigues |